# Баболовские ворота с Розовой караулкой

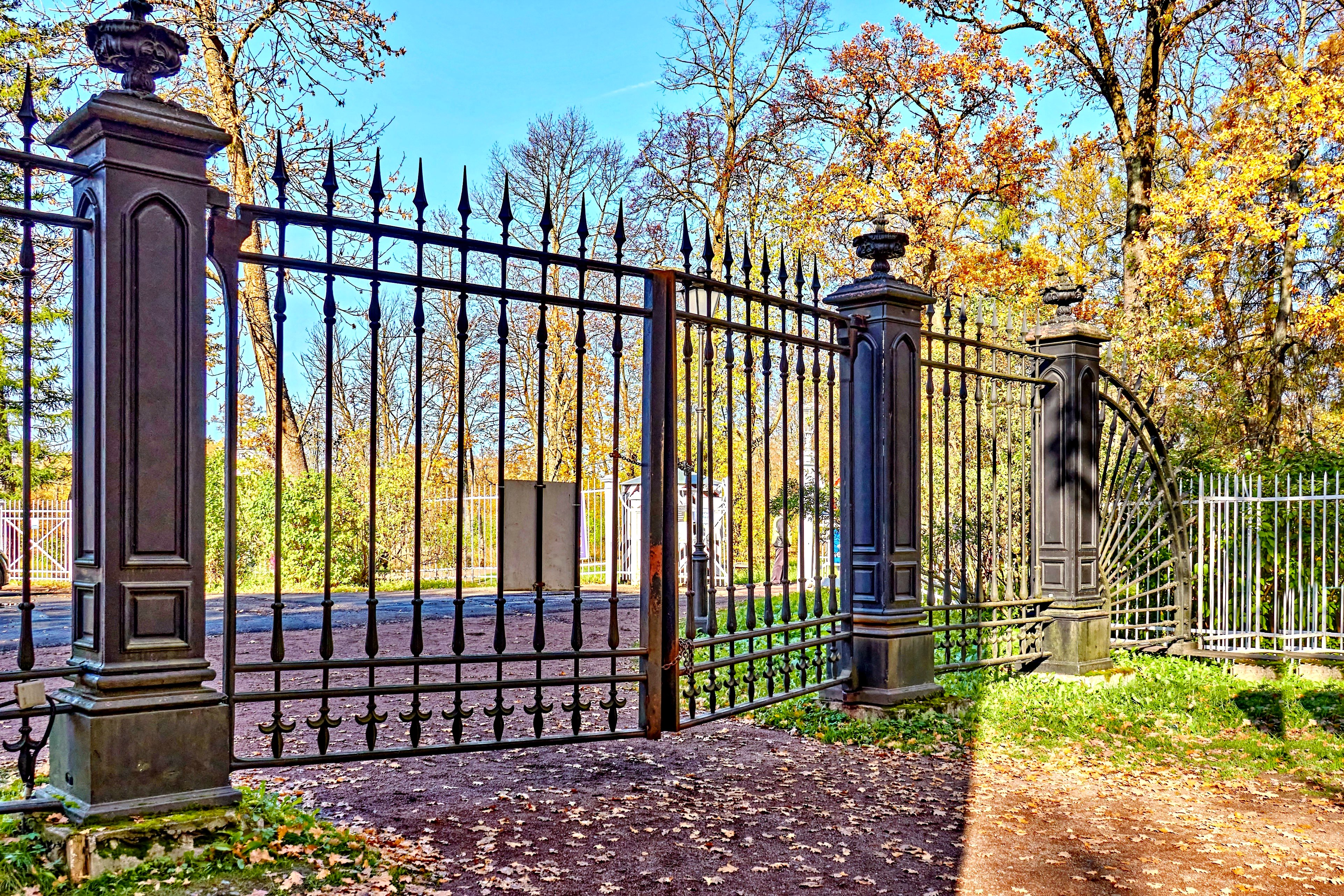
Ворота

Баболовские ворота с Розовой караулкой — памятник архитектуры. Расположен в городе Пушкине, в Екатерининском парке, у дороги на Александровку.
Предшественником ворот стали две каменные караулки, соединённые колоннадой из 16 чугунных колонн, построенные по проекту А. А. Менеласа. В 1847 году Николай I отдал приказ сломать ворота, сохранив лишь одну из караулок.
Проект переделки фасада караулки и новых ворот создал А. И. Штакеншнейдер. Звенья ворот и столбы с вазами были отлиты из чугуна в 1848 году на заводе Ф. К. Берда. Пилоны ворот квадратные в сечении, украшены стрельчатыми филёнками. Окна первого этажа караулки сделаны в неоготическом стиле, вход и окно главного (выходящего на дорогу) фасада украшены витыми колоннами с капителями коринфского ордера. Стены украшены филёнками и лопатками, поверху сделана аркатура из штукатурки. Название караулке дал выбранный для окраски розовый цвет.